# Axel von Selasinsky
Axel York Otto Eberhard von Selasen-Selasinsky (* 19. November 1904 in Mainz; † 7. Oktober 1967 in Frankfurt am Main) war ein deutscher Jurist und Autor.

## Leben
Er entstammte einer kassubisch-pommerellischen nobilitierten Familie mit Stammsitz im Landkreis Lauenburg. Axel von Selasinsky Eltern waren der Offizier Eberhard von Selasen-Selasinsky und dessen zweite Ehefrau Mary, geborene Vintzens (1881–1965), Tochter der Mary de la Condamine und des Konsuls August Vintzens.
Selasinsky studierte Rechtswissenschaften in Heidelberg und Göttingen. In Heidelberg wurde er 1926 Mitglied des Corps Vandalia Heidelberg sowie später des Corps Vandalo-Guestphalia Heidelberg. Nach Studium und Referendariat wurde er 1930 mit einer Arbeit zum Thema Der Eigentumserwerb bei der mittelbaren Stellvertretung unter besonderen Berücksichtigung des Kommissionsgeschäfts zum Dr. jur. promoviert.
Er arbeitete als Geschäftsführer in der Industrie und war von 1933 bis 1938 Wirtschaftsschriftleiter der Berliner Börsenzeitung. Ab 1952 war Selasinsky in der Geschäftsleitung der Zentralarbeitsgemeinschaft des Straßenverkehrsgewerbes (ZAV) in Frankfurt am Main. Bei der Bundestagswahl 1953 trat er als Kandidat für die Deutsche Partei im Wahlkreis 141 (Frankfurt/Main-Mitte) an.
Selasinsky hatte sich am 12. Dezember 1931 in Bochum mit Cäcilie Dorothea Thekla Bianka Gräfin von Waldersee (* 12. Juni 1903 in Hühnerland; † 27. Juni 1990 in Schladen) verheiratet. Sie war die Tochter des Leopold von Waldersee und der Emilie von Kotze. Das Paar Cäcilie und Axel hatte vier Kinder, drei wurden in Berlin geboren, der jüngste Sohn Henning 1939 in Weißenfels.
Axel von Selasinsky war mit seiner Frau Mitglied der Deutschen Adelsgenossenschaft, Landesabteilung Berlin.

## Schriften
- Der Motor in der Landwirtschaft: Eine Aufsatzreihe d. Berliner Börsen-Zeitung. Eine zusammengefaßte Studie d. Erzeugung d. dt. Kraftfahrzeugindustrie f. d. Motorisierg d. dt. Bauern u. Landwirts / A. H. Flücht ; A. v. Selasinsky[6], Flücht, Anton Heinz (Verfasser), Selasinsky, Axel von (Verfasser), (1938)
- Straßenbaukosten und ihre Aufbringung (1953)[7]
- Der gewerbliche Strassenverkehr im Spiegel der Strassenbaupolitik[8][9][10]
- Internationaler Straßenverkehr und EWG [11]
- Für uns unterwegs - Ein dokumentarisches Bildwerk. Steinbock-Verlag, Hannover 1959.[12]